# Collegium Altum w Poznaniu

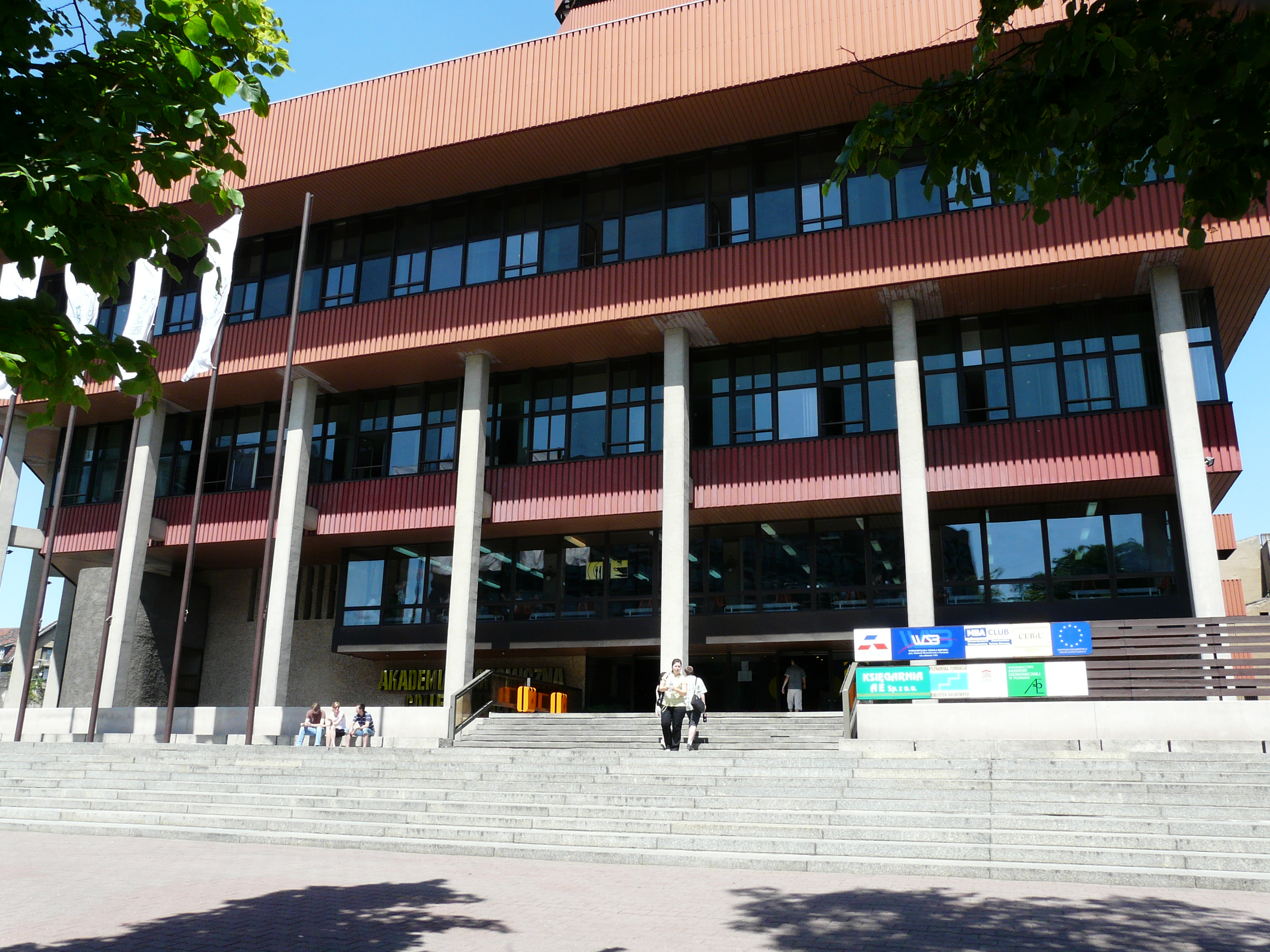
Collegium Altum – wejście

Collegium Altum w Poznaniu – budynek Uniwersytetu Ekonomicznego przy ul. Powstańców Wielkopolskich 16 w centrum Poznania, zbudowany w II poł. XX w. według projektu Lecha Sternala, Witolda Milewskiego i Zygmunta Skupniewicza. Jest najwyższym wieżowcem w Poznaniu.

## Historia i charakterystyka
Studium programowe budynku zaczęło powstawać począwszy od roku 1968 dla ówczesnej Wyższej Szkoły Ekonomicznej. Budowa rozpoczęła się w roku 1974 lub 1976. Część dydaktyczną (wysoką) oddano użytkownikom we wrześniu 1991, a niską (biblioteka) w listopadzie 1995 (łącznie od projektu do ukończenia budowy upłynęło 27 lat). Wejście do biblioteki pierwotnie miało mieć miejsce przez obecny oddział banku, ale zmieniono program użytkowy tej kondygnacji.
Trudną technicznie operacją był montaż masztu telewizyjnego na szczycie obiektu. Operację posadowienia elementu z użyciem śmigłowca Przedsiębiorstwa Produkcji i Montażu Urządzeń Instalacyjnych i Konstrukcji Budowlanych "Instal" z Nasielska przeprowadzono 20 sierpnia 1983 w ciągu pięciu minut (od 9.45 do 9.50). Pierwsza próba, nieudana z uwagi na zbyt silny wiatr, odbyła się dzień wcześniej.
Wieżowiec liczy 78,45 m wysokości (z 25-metrowym masztem zainstalowanym przez śmigłowiec – 103,35 m) oraz posiada kubaturę 83 tys. m³, zaś powierzchnia użytkowa wynosi około 17 tys. m². W jego wnętrzu, na 22 kondygnacjach, znajduje się 485 pomieszczeń, w tym 43 sale dydaktyczne. Collegium wykonano stosując stalową konstrukcję szkieletową, zaś elewację wyłożono charakterystycznymi, czerwonymi płytami z metalu. Budynek jest jednym z najwyższych wieżowców Poznania, a jego sylwetka jest charakterystycznym elementem miejskiego krajobrazu.

## Telewizyjny Ośrodek Nadawczy Poznań/Uniwersytet Ekonomiczny

### Parametry
- Wysokość posadowienia podpory anteny: 78 m n.p.t.
- Wysokość zawieszenia systemów antenowych: TV: 97, 103 m n.p.t.

### Programy radiowe – analogowe
| LP | Program | Właściciel                   | Częstotliwość | Moc ERP nadajnika | Polaryzacja | Kierunkowość | Uwagi         |
| -- | ------- | ---------------------------- | ------------- | ----------------- | ----------- | ------------ | ------------- |
| 1  | RMF FM  | Radio Muzyka Fakty Sp. z o.o | 91,5 MHz      | 20 W              | pionowa     | dookólna     | od 24.09.2018 |

### Programy telewizyjne – analogowe
Programy analogowe zostały wyłączone z dniem 28 listopada 2012 przed uruchomieniem naziemnej telewizji cyfrowej
| LP | Program | Właściciel            | Częstotliwość | Kanał | Moc nadajnika | Polaryzacja | Uwagi                       |
| -- | ------- | --------------------- | ------------- | ----- | ------------- | ----------- | --------------------------- |
| 1  | TVP1    | Telewizja Polska S.A. | 567,25 MHz    | 33    | 1,5 kW        | pozioma     | od 23.03.1992 do 28.11.2012 |
| 2  | TVP2    | Telewizja Polska S.A. | 215,25 MHz    | 11    | 0,4 kW        | pozioma     | od 23.03.1992 do 28.11.2012 |

#### Programy telewizyjne – cyfrowe
| Skład multipleksu                                                                                               | Częstotliwość | Kanał | Moc nadajnika | Polaryzacja | Kompresja | Uwagi         |
| --- | ------------- | ----- | ------------- | ----------- | --------- | ------------- |
| MUX 8 - Nowa TV - Metro - WP - ZOOM TV - TVP Rozrywka - TVP Sport HD - EmiTV (Hbb TV) - Legia Warszawa (Hbb TV) | 205,5 MHz     | 9     | 0,5 kW        | pozioma     | MPEG-4    | od 28.06.2017 |